# Der Raub der Frühlingsgöttin
Der Raub der Frühlingsgöttin (Originaltitel: The Goddess of Spring) ist ein Zeichentrickfilm der Walt Disney Company aus dem Jahr 1934. Er ist der erste Disneyfilm, in dem Menschen realistisch gezeichnet sind, und gilt als Machbarkeitsstudie für den abendfüllenden Zeichentrickfilm Schneewittchen und die sieben Zwerge (1937).

## Handlung
Die Handlung von der Raub der Frühlingsgöttin basiert auf dem Mythos von Persephone. Pluto, der Gott der Unterwelt, entführt Persephone, die Göttin des Frühlings, in sein Reich. Ohne ihre Anwesenheit wandelt sich der ewige Frühling der Oberwelt in einen schneereichen Winter. Persephone wird in der Unterwelt nicht glücklich. Pluto und Persephone einigen sich, dass Persephone in Zukunft das halbe Jahr in der Ober-, die andere Hälfte in der Unterwelt verbringen wird. Durch ihre Rückkehr in die Oberwelt weicht der Winter dem Frühling. Der ständige Wechsel von Persephone zwischen den Welten erklärt den Lauf der Jahreszeiten.

## Entstehung
Der Raub der Frühlingsgöttin ist Teil der zwischen 1929 und 1939 entstandenen Silly-Symphonies-Reihe. Die Silly Symphonies hatten keine festen Hauptpersonen und dienten als Experimentierfeld zur Weiterentwicklung des Herstellungsprozesses, der Technik, der handelnden Personen und der Drehbücher. Da die Zeichner bei Disney 1934 keine Erfahrungen mit Darstellung lebensechter Menschen hatte, beauftragte Walt Disney im Sommer den Regisseur Wilfried Jackson und die Zeichner Les Clark und Hamilton Luske mit der Entwicklung der Silly-Symphonies-Episode Der Raub der Frühlingsgöttin, in der lebensecht dargestellte Menschen die Hauptrollen spielen sollten.

## Veröffentlichung und Bewertung
Der Film wurde offiziell am 3. November 1934 veröffentlicht und feierte im Vorprogramm von We Live Again am 1. November in New York und am 22. November in Los Angeles Premiere. Der Versuch der lebensechten Darstellung von Menschen erwies sich als trostloser Fehlschlag. Die Gesichtszüge von Persephone wandern über ihr Gesicht, beim Tanzen schwingen ihre Arme und Beine wie Algen in der Strömung. 
Im deutschsprachigen Raum wurde Der Raub der Frühlingsgöttin 1987 auf Video unter dem Titel Verrückte Musikanten, zusammen mit neun weiteren Kurzfilmen aus der Silly-Symphonies-Reihe, veröffentlicht. In der Folge 29 der Fernsehsendung Abenteuer mit Micky und Donald von Super RTL wurde Der Raub der Frühlingsgöttin ausgestrahlt.

## Bezug zu Schneewittchen
Walt Disney sagte niemals direkt, dass Der Raub der Frühlingsgöttin eine Machbarkeitsstudie für Schneewittchen und die sieben Zwerge war. Einige Szenen aus Der Raub der Frühlingsgöttin finden sich in ausgereifterer Form in Schneewittchen wieder. Hierzu zählt das Ankleiden von Persephone und Schneewittchen durch Vögel, die dramatischen, opernhaften Gesangszenen sowie das Verhalten von Pluto, das für die Hexe übernommen wurde.